# Premi Rafto
El Premi Rafto (o Premi Thorolf Rafto) és un premi que s'atorga anualment a una persona activista dels drets humans. Aquest premi és atorgat per la Fundació Rafto i té com a objectiu promoure els tres drets humans fonamentals de la llibertat intel·lectual, política i econòmica.
Aquest premi es va crear al 1987 i s'atorga en memòria del professor Thorolf Rafto. Quatre persones que van rebre aquest premi, més tard van rebre el Premi Nobel de la Pau.

## Guardonats[1]
- 1987, Jirí Hájek
- 1988, Trivimi Velliste
- 1989, Doina Cornea
- 1990, Aung San Suu Kyi
- 1991, Elena Bonner
- 1992, Preah Maha Ghosananda
- 1993, José Ramos-Horta
- 1994, Leyla Zana
- 1995, Comitè des mères de soldats de Russie
- 1996, Palerm Anno Un
- 1997, Rom et Ian Hancock
- 1998, ECPAT
- 1999, Guennadi Grouchevoï
- 2000, Kim Dae-jung
- 2001, Chirine Ebadi
- 2002, Mohammed Daddach
- 2003, Paulos Tesfagiorgis
- 2004, Rebiya Kadeer
- 2005, Lidia Ioussoupova
- 2006, Thich Quang Do
- 2007, National Campaign on Dalit Human Rights
- 2008, Bulambo Lembelembe Josué
- 2009, Malahat Nasibova
- 2010, José Raúl Vera López
- 2011, Frank Mugisha
- 2012, Nnimmo Bassey
- 2013, Centre de Drets Humans de Bahréin.[2]
- 2014, Agora, Pavel Chikov
- 2015, Padre Melo
- 2016, Yanar Mohammed
- 2017, Parveena Ahangar & Parvez Imroz
- 2018, Adam Bodnar
- 2019,	Rouba Mhaissen
- 2020, Comisión Egipcia de Derechos y Libertades Egipto